# Temps de concentration
Le temps de concentration est un concept utilisé en hydrologie pour mesurer la réponse d'un bassin versant à un événement pluvieux (réponse hydrologique). Il est défini comme le temps nécessaire à une goutte d'eau de pluie pour parcourir la distance depuis le point le plus éloigné de l'exutoire d'un bassin jusqu'à celui-ci. Le temps de concentration est fonction de nombreux paramètres tels que la  topographie, la géologie, l'utilisation des terres dans le bassin versant, l'imperméabilité des sols, etc.
Le temps de concentration est utilisé pour les calculs de prédiction des débits résultant d’événements pluvieux basés sur des statistiques dérivées des périodes de retour. En effet, il est important pour les ingénieurs et les hydrologues d'être en mesure de prédire la réponse d'un bassin versant à une pluie. Notamment pour le dimensionnement des infrastructures (conception de ponts, ponceaux, etc.) et de gestion des inondations par exemple.

## Formules
Il existe de nombreuses formules empiriques pour calculer le temps de concentration d'un bassin. Les formules ont souvent un domaine de validité limité défini par des conditions d'utilisation des formules.
Le temps de concentration est la somme du temps d'humectation (temps nécessaire pour que le sol se sature en eau et que le ruissellement débute) et du temps de ruissellement.

## Exemple

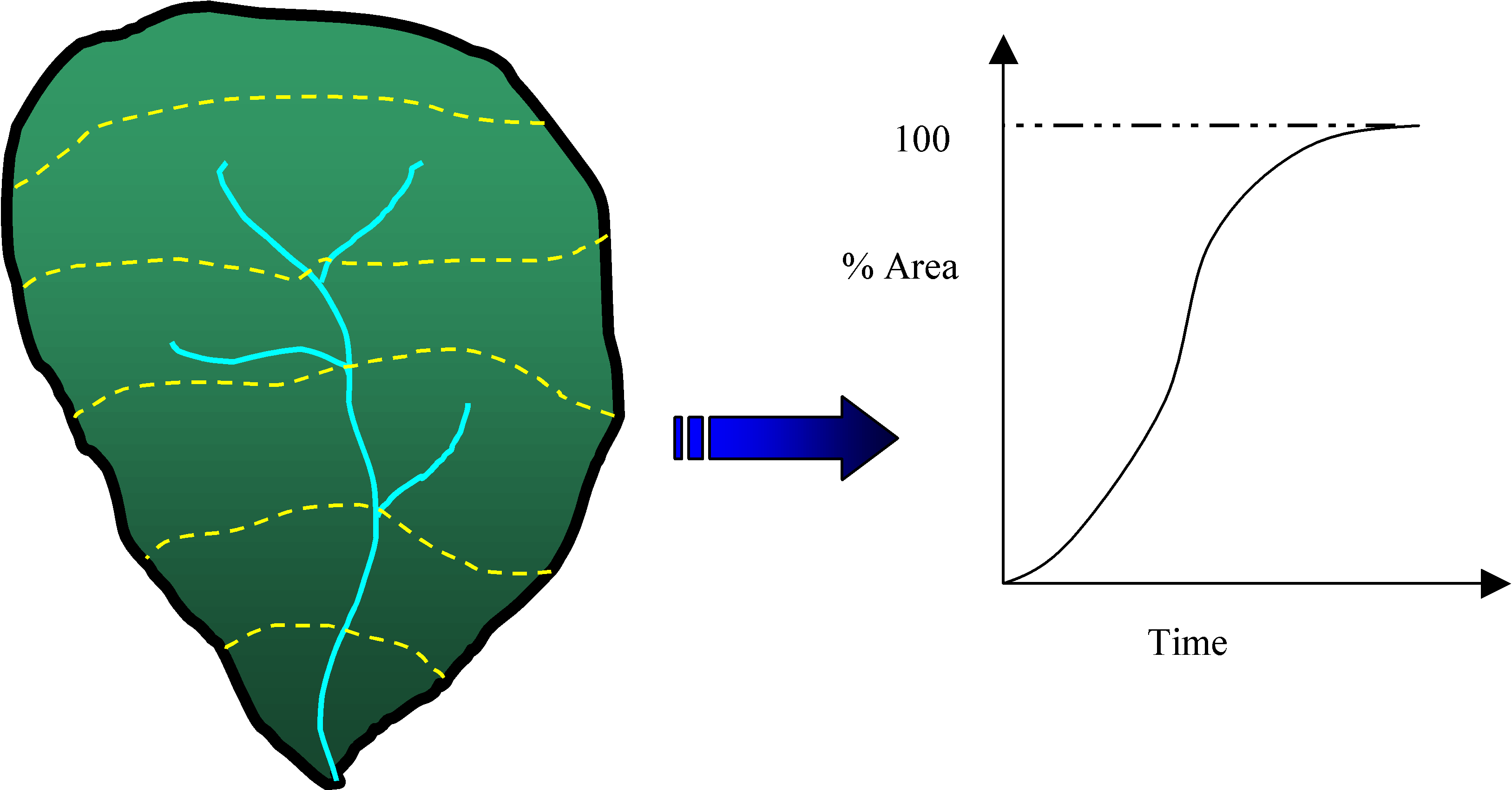
Courbes isochrones (pointillés jaunes) représentant les temps de concentration égaux jusqu'à l'exutoire (situé en bas de l'image) du bassin versant (fond vert)

L'image ci-contre montre le principe de base qui permet la détermination de la  durée de concentration d'un bassin versant. De la même manière que pour une carte topographique montrant les lignes d'égale altitude (isoplèthe d’altitude), une carte avec des courbes de temps de parcours égal jusqu'à l'exutoire peut être construite. Dans cet exemple simplifié, l'exutoire est situé en bas de l'image avec le ruisseau qui mène à lui.